# Сигізмунд Келле
Сигізму́нд Вільге́льм Келле (нім. Sigismund Kölle; 1823 — 1902) — німецький філолог, теолог та лінгвіст.
У 1847-1852 роках був місіонером у місті Фрітаун, Сьєрра-Леоне, де займався вивченням африканських мов, співробітничав з Інститутом Фура-Бей (пізніше коледж Фура-Бей), найстарішим центром дослідження мов Африки.
Зібрав матеріали про кілька десятків африканських мов, описав мови вай та канурі, у праці «Мови Африки» (Polyglotta Africana; 1854) заклав основи класифікації мов Африки. Для свого часу Келле вдалось досить чітко передати фонетичні риси слова в різних (більш як 100) африканських мовах. Сліди класифікації Келле знаходяться і в сучасній класифікації — наприклад, назви деяких сімей мов.

## Праці
- Outlines of a grammar of the Vei language. London. 1853
- Grammar of the Bornu or Kanuri language. London. 1854